# 上海大学教授联谊会
上海大学教授联谊会（简称大教联）是1940年代在上海成立的一个由中共领导的教授团体。

## 概况
上海大学教授联谊会最初由沈体兰、张志让、蔡尚思、周予同于1946年秋发起，由中国共产党领导，以与国民党当局进行抗争。大教联中设有干事会，首届干事包括张志让、沈体兰、彭文应、蔡尚思、潘震亚、李正文、孙大雨共七人。
大教授成员大多为任职于上海各高校的教授，共一百余人。大教联不仅在上海活动，还与北京、南京、青岛等地的大学教授联络。同时又与张菊生、唐文治、马叙伦、陈叔通、盛丕华等人经常联系。
1949年5月27日中国人民解放军占领上海的同一天，大教联改选干事。然而原任干事的民盟盟员全部落选，原干事会代主席、民盟盟员孙大雨也仅被选为候补干事，引起了部分民盟盟员的不满情绪。同时，这次改选干事亦为大教联的最后一次活动。

## 历任干事
- 1947年：张志让、沈体兰、彭文应、蔡尚思、潘震亚、李正文、孙大雨
- 1948年：沈体兰、张志让、曹禾风、李正文、郑太朴、夏康农、孙大雨、卢于道、马寅初
  - 候补干事：蔡尚思、潘震亚、周谷城、彭文应、刘佛年
- 1949年2月13日：（补选）董每戡、林穆光、陈仁炳
- 1949年5月27日：曹禾风、潘震亚、陈望道、周予同、蔡尚思、周谷城、许杰、刘佛年、李正文
  - 候补干事：张孟闻、吴泽、郭绍虞、吴文祺、章靳以、孙大雨、陈逵、杨烈、张明养

## 会员
沈体兰、张志让、李正文、蔡尚思、漆琪生、邱汉生、周伯棣、余遂辛、周予同、顾仲彝、方令孺、翦伯赞、曹禾风、王国秀、沈嗣庄、潘震亚、章靳以、叶圣陶、郑太朴、周谷城、方光焘、焦敏之、陈望道、张光业、孙大雨、杨晦、曹杰、周煦良、许杰、陈仁炳、胡厚宣、盛澄华、钱崇澍、赵宋庆、张孟闻、吴泽、陈逵、刘佛年、章乃器、朱锦江、赵纪彬、吴文祺、马寅初、杜守素、张定夫、张明养、马宗融、孙泽瀛、蔡仪、夏康农、郭绍虞、楚图南、彭文应、胡梅邨、盛叙功、卢于道、张文郁、戴望舒、吴逸民、潘世兹、王师复、胡文淑、彭信威、陈子展、肖子风、王以中、林穆光、吴天、刘笃、萧乾、董每戡、程应镠、陈旭麓、陈四维、杨烈、陈文彬、朱伯康、汤德明、郭森麒、赵书文、林志纯、陈守实、许幸之、薛葆鼎、浦寿海、范云迁、胡曲园、王元美、穆木天、郑权中、杨村彬、郑建国、勾适生、章洪楣、杨一之、邓尔敬、杨嘉仁、劳景贤、范扬、徐正、冯契、李炳焕、徐中玉、曹亨闻、朱绍文、孟宪章、凌舒谟、曹辛汉